# Кулиці (Західнопоморське воєводство)
Кулиці (пол. Kulice, нім. Külz) — село в Польщі, у гміні Новоґард Голеньовського повіту Західнопоморського воєводства.
Населення — 276 осіб (2011).
У 1975-1998 роках село належало до Щецинського воєводства.

## Демографія
Демографічна структура станом на 31 березня 2011 року:
|          | Загалом | Допрацездатний вік | Працездатний вік | Постпрацездатний вік |
| -------- | ------- | ------------------ | ---------------- | -------------------- |
| Чоловіки | 137     | 40                 | 89               | 8                    |
| Жінки    | 139     | 25                 | 86               | 28                   |
| Разом    | 276     | 65                 | 175              | 36                   |